# Jerzy Skubis
Jerzy Zbigniew Skubis (ur. 6 stycznia 1950 w Olkuszu) – polski inżynier i nauczyciel akademicki, profesor nauk technicznych, rektor Politechniki Opolskiej (2005–2012).

## Życiorys
Po uzyskaniu świadectwa dojrzałości w rodzinnym mieście podjął studia na Wydziale Elektrycznym Politechniki Śląskiej, które ukończył w 1974. W 1981 na tej uczelni uzyskał stopień naukowy doktora nauk technicznych, a w 1987 doktora habilitowanego. 20 listopada 1997 otrzymał tytuł profesora nauk technicznych.
Od 1974 zawodowo związany z Wyższą Szkołą Inżynierską w Opolu, przekształconą w latach 90. w Politechnikę Opolską, czego był jednym z inicjatorów. Pracował na stanowisku asystenta, następnie był adiunktem (od 1981) i docentem (od 1988). W 1990 został profesorem nadzwyczajnym, a w 1999 mianowany profesorem zwyczajnym tej uczelni w Instytucie Elektroenergetyki. W latach 1983–1984 kierował Zakładem Elektroenergetyki. Od 1990 do 1996 był prorektorem ds. nauki w WSI, zaś w latach 1999–2005 pełnił funkcję prorektora ds. nauki na PO. W 1999 został jednocześnie kierownikiem Katedry Elektroenergetyki i dyrektorem Instytutu Elektroenergetyki. Dwukrotnie wybierany na rektora Politechniki Opolskiej (na kadencje 2005–2008 i 2008–2012).
Specjalizuje się w zakresie diagnostyki technicznej wysokonapięciowych układów izolacyjnych różnych urządzeń elektrycznych, elektroenergetyki, techniki wysokich napięć. Opublikował około 140 prac naukowych, w tym kilka pozycji książkowych. Jest także autorem lub współautorem dziewięciu patentów. Należy m.in. do Stowarzyszenia Elektryków Polskich i Klubu Inteligencji Katolickiej w Opolu.
Odznaczony Złotym Krzyżem Zasługi (2000) oraz Krzyżem Kawalerskim (2011) i Krzyżem Oficerskim (2017) Orderu Odrodzenia Polski. W 2012 otrzymał tytuł honorowego profesora Politechniki Pekińskiej.